# Englesko-zanzibarski rat
Englesko-zanzibarski rat vodio se između Ujedinjenog Kraljevstva i Zanzibara 27. kolovoza 1896. Trajao je samo 38 minuta i najkraći je rat u dosadašnjoj pisanoj povijesti.   
Rat je izbio nakon što je sultan Hamad bin Thuwaini, koji je surađivao s britanskim kolonijalnim vlastima umro, 25. kolovoza 1896. godine, a njegov nećak Khalid bin Bargash preuzeo vlast državnim udarom. Britanci su na tom položaju željeli Hamuda bin Muhammeda, jer su vjerovali da će s njime lakše surađivati, pa su zato Bargashu dostavili ultimatum o abdikaciji.  Na to je on okupio vojsku od oko 2.800 ljudi i uzeo sultanovu naoružanu jahtu usidrenu u luci.  Dok su njegovi ljudi postavljali obranu oko palače, Britanci su u luci pokrenuli pet ratnih brodova, a na kopno su poslali odrede marinaca koji su trebali pružiti podršku lojalističkoj zanzibarskoj vojsci od 900 ljudi.
Iako je sultan u posljednjim trenutcima pokušao pregovarati o miru preko američkih predstavnika na otoku, nakon isteka ultimatuma, u devet sati ujutro, Britanci su iz bojnih brodova otvorili vatru prema sultanovoj palači.   Sultanova jahta je potopljena, a palača se počela urušavati izazivajući tako i ljudske žrtve.  Bargash je pobjegao u njemački konzulat gdje mu je dan azil.  Paljba je prestala nakon 38 minuta.
Britanci su zahtijevali izručivanje sultana, ali on je 2. listopada pobjegao s otoka.  Živio je u Dar es Salaamu (Tanzanija) dok nije uhvaćen 1916. Kasnije je oslobođen i dozvoljeno mu je živjeti u Mombasi gdje je umro 1927. godine.  Rat je imao oko 100 žrtava s lojalističke strane i oko 500 s protivničke.  Pobjednici, Britanci, su od zanzibarske vlade tražili reparacije kako bi pokrili troškove bombardiranja zemlje.